# Copa Mundial de Hockey Femenino
La Copa Mundial de Hockey Femenino es la máxima competición internacional de hockey en categoría femenina. Es organizada desde 1974 por la Federación Internacional de Hockey (FIH). Actualmente se realiza cada cuatro años.

## Ediciones
| Núm. | Año  | Sede                                               | Oro          | Plata        | Bronce            |
| ---- | ---- | -------------------------------------------------- | ------------ | ------------ | ----------------- |
| I    | 1974 | Mandelieu ( Francia)                               | Países Bajos | Argentina    | RFA               |
| II   | 1976 | Berlín Occidental ( RFA)                           | RFA          | Argentina    | Países Bajos      |
| III  | 1978 | Madrid ( España)                                   | Países Bajos | RFA          | Argentina Bélgica |
| IV   | 1981 | Buenos Aires ( Argentina)                          | RFA          | Países Bajos | URSS              |
| V    | 1983 | Kuala Lumpur ( Malasia)                            | Países Bajos | Canadá       | Australia         |
| VI   | 1986 | Amstelveen · ( Países Bajos)                       | Países Bajos | RFA          | Canadá            |
| VII  | 1990 | Sídney ( Australia)                                | Países Bajos | Australia    | Corea del Sur     |
| VIII | 1994 | Dublín ( Irlanda)                                  | Australia    | Argentina    | Estados Unidos    |
| IX   | 1998 | Utrecht · ( Países Bajos)                          | Australia    | Países Bajos | Alemania          |
| X    | 2002 | Perth ( Australia)                                 | Argentina    | Países Bajos | China             |
| XI   | 2006 | Madrid · ( España)                                 | Países Bajos | Australia    | Argentina         |
| XII  | 2010 | Rosario ( Argentina)                               | Argentina    | Países Bajos | Inglaterra        |
| XIII | 2014 | La Haya · ( Países Bajos)                          | Países Bajos | Australia    | Argentina         |
| XIV  | 2018 | Londres ( Reino Unido)                             | Países Bajos | Irlanda      | España            |
| XV   | 2022 | Tarrasa · ( España) · Amstelveen · ( Países Bajos) | Países Bajos | Argentina    | Australia         |
| XVI  | 2026 | Amstelveen · ( Países Bajos) · Wavre · ( Bélgica)  |              |              |                   |

## Medallero histórico
- Actualizado a Tarrasa/Amstelveen 2022.

| Núm. | País           | Oro | Plata | Bronce | Total |
| ---- | -------------- | --- | ----- | ------ | ----- |
| 1    | Países Bajos   | 9   | 4     | 1      | 14    |
| 2    | Argentina      | 2   | 4     | 3      | 9     |
| 3    | Australia      | 2   | 3     | 2      | 7     |
| 4    | Alemania       | 2   | 2     | 2      | 6     |
| 5    | Canadá         | 0   | 1     | 1      | 2     |
| 6    | Irlanda        | 0   | 1     | 0      | 1     |
| 7    | Bélgica        | 0   | 0     | 1      | 1     |
| 7    | China          | 0   | 0     | 1      | 1     |
| 7    | Corea del Sur  | 0   | 0     | 1      | 1     |
| 7    | España         | 0   | 0     | 1      | 1     |
| 7    | Estados Unidos | 0   | 0     | 1      | 1     |
| 7    | Inglaterra     | 0   | 0     | 1      | 1     |
| 7    | URSS           | 0   | 0     | 1      | 1     |
|      | TOTAL          | 15  | 15    | 16     | 46    |

1. ↑   Incluye las medallas obtenidas por la RFA entre 1949 y 1990.